# 卡姆琳·曼海姆
卡姆琳·曼海姆（英語：Camryn Manheim，1961年3月8日—），美国女演员。曾获得黄金时段艾美奖戏剧类电视系列剧最佳女配角。